# Huatabampo
Huatabampo är en ort i Mexiko.   Den ligger i kommunen Huatabampo och delstaten Sonora, i den västra delen av landet, 1 400 km nordväst om huvudstaden Mexico City. Huatabampo ligger 10 meter över havet och antalet invånare är 30 426.
Terrängen runt Huatabampo är mycket platt. Runt Huatabampo är det ganska tätbefolkat, med 67 invånare per kvadratkilometer. Huatabampo är det största samhället i trakten. Trakten runt Huatabampo består till största delen av jordbruksmark.